# Touwtjesmos-associatie
De touwtjesmos-associatie (Sciurohypno-Anomodontetum), soms ook touwtjesmosgemeenschap genoemd, is een associatie uit het verbond van glad kringmos (Neckerion complanatae). 

## Naamgeving en codering
| Sciurohypno populei-Anomodontetum viticulosi Van Dort & Weeda 2017 |

- Syntaxoncode voor Nederland (rVvN): r56Ba01

De wetenschappelijke naam Sciurohypno-Anomodontetum is afgeleid van de botanische namen van twee diagnostische bladmossoorten van de associatie. Dit betreft penseeldikkopmos (Brachythecium populeum; syn. Sciurohypnum populeum) en groot touwtjesmos (Anomodon viticulosus).

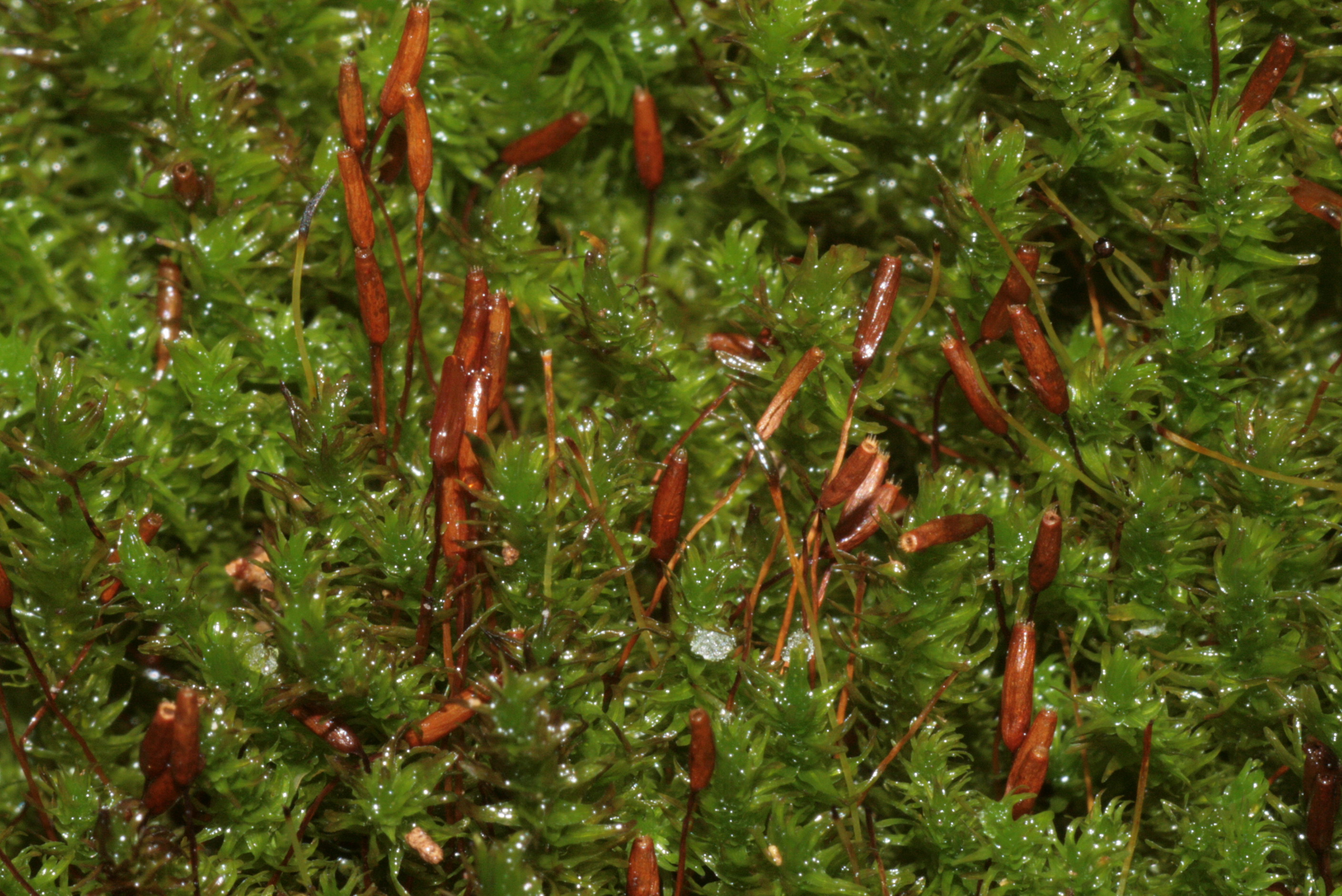
Een close-up van groot touwtjesmos (Anomodon viticulosus).

## Fysiognomie
De touwtjesmos-associatie heeft veelal een weelderig vegetatieaspect waarin de vegetatiestructuur wordt bepaald door slaapmossen. De vegetatie kan polsikke mossenplakkaten vormen.

## Ecologie

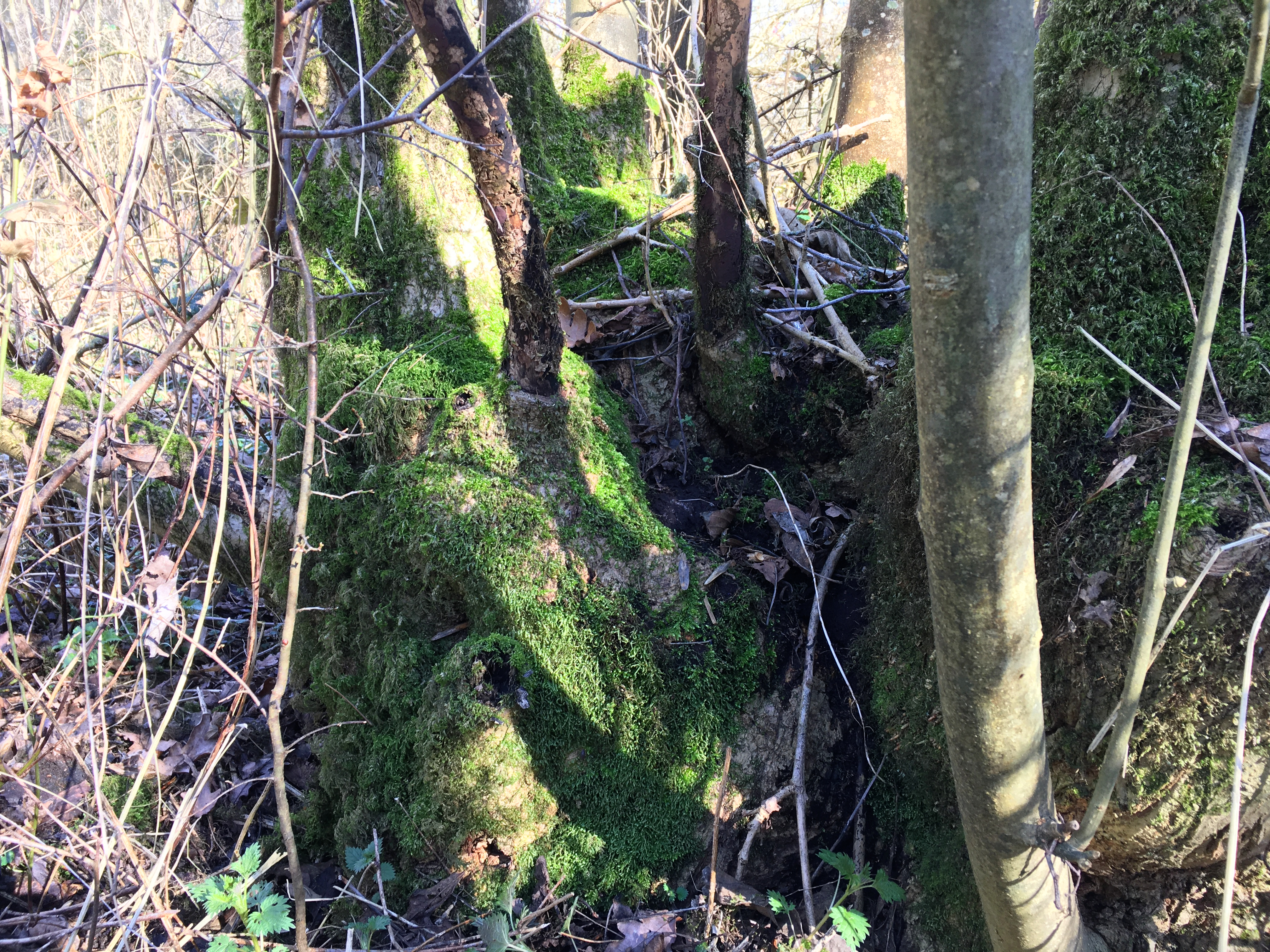
De touwtjesmos-associatie op een oude stoof van een es in een hakhoutbos.

De touwtjesmos-associatie is een veelal epifytisch vegetatietype dat zich ontwikkelt op niet-zure schors in loofbossen of -struwelen op eutrofe bodems; in Nederland betreft dit doorgaans rivierklei. De associatie wordt met name aangetroffen op oude stoven in hakhoutbossen van gewone es (Fraxinus excelsior). Ook stamvoeten van wilg (Salix), populier (Populus), iep (Ulmus) en soms ook zomereik (Quercus robur) en Spaanse aak (Acer campestre) kunnen begroeid zijn met deze associatie. Soms kan de associatie ook epilitisch voorkomen. De associatie verlangt een hoge luchtvochtigheid.

## Vegetatiezonering
De touwtjesmos-associatie komt doorgaans voor in de bossen en/of struwelen van respectievelijk het verbond van els en gewone vogelkers (Alno-Padion) en de klasse van wilgenvloedbossen en -struwelen (Salicetea purpureae). Soms wordt zij ook aangetroffen in een natte eiken-haagbeukenbossen (Stellario-Carpinetum).
Op stoven vormt de associatie aan haar bovenzijde vaak contactgemeenschappen met epifytische pioniervegetatie uit de schriftmos-klasse (Arthonio-Lecidelletea). Wanneer er geen takken of spaartelgen uit de stoven aanwezig zijn is dit niet het geval.

## Verspreiding
De touwtjesmos-associatie is een zeldzame associatie. In Nederland ligt het absolute zwaartepunt van het verspreidingsgebied in de essenhakhoutbossen van de Kromme Rijnstreek. De associatie is ook aangetroffen in Engeland.

## Diagnostische taxa
In de onderstaande tabel staan belangrijke diagnostische mossen- en korstmossentaxa van de touwtjesmos-associatie.
| Kentaxon | Triviale naam        | Botanische naam          |
| -------- | -------------------- | ------------------------ |
| kA       | groot touwtjesmos    | Anomodon viticulosus     |
| kA       | recht palmpjesmos    | Isothecium alopecuroides |
| kA       | struikmos            | Thamnobryum alopecurum   |
| kA       | groot platmos        | Plagiothecium nemorale   |
| kA       | penseeldikkopmos     | Brachythecium populeum   |
| kA       | glad dikkopmos       | Brachythecium salebrosum |
| kA       | gekromd dikkopmos    | Brachythecium reflexum   |
| kA       | fluweelmos           | Brachythecium velutinum  |
| kA       | gewoon pelsmos       | Porella platyphylla      |
| kA       | spits boogsterrenmos | Plagiomnium cuspidatum   |
| kA       | ruig leermos         | Peltigera praetextata    |
| kA       | klein touwtjesmos    | Anomodon attenuatus      |
| kV       | spatelmos            | Homalia trichomanoides   |
| kV       | glad kringmos        | Neckera complanata       |
| bg       | gewoon pluisdraadmos | Amblystegium serpens     |
| bg       | gewoon dikkopmos     | Brachythecium rutabulum  |
| bg       | fijn laddermos       | Kindbergia praelonga     |

## Fotogalerij

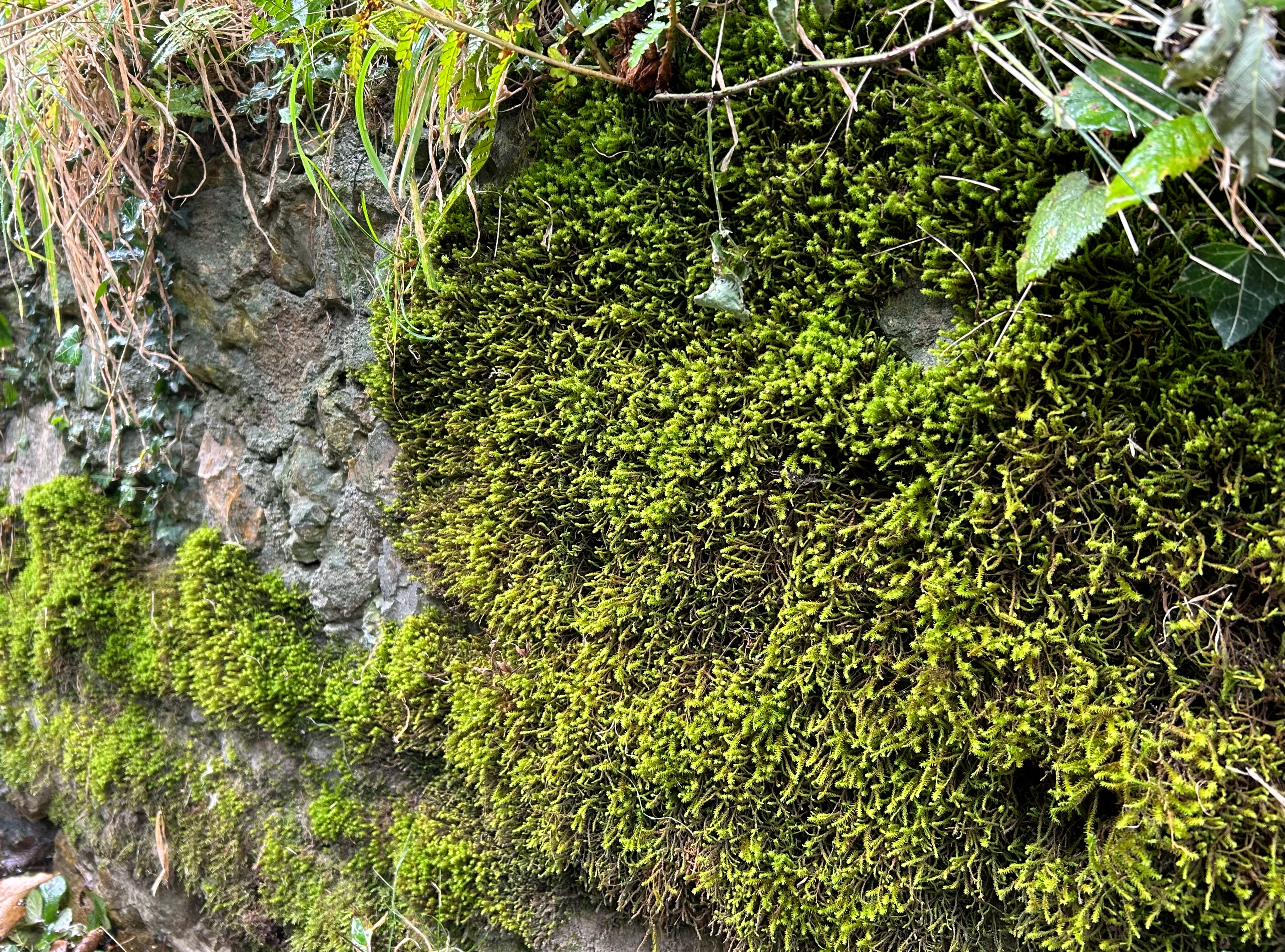
Een epilitisch associatiefragment